# Centre CEA de Grenoble
Le CEA Grenoble, nommé centre d'études nucléaires de Grenoble (CENG) jusqu'en 1995, est un centre de recherche du Commissariat à l'Énergie atomique (CEA) situé avenue des Martyrs dans le quartier Presqu'île de Grenoble. Il a été fondé en 1956 à l'initiative de Louis Néel, prix Nobel de physique, et a possédé trois piles atomiques jusqu'à la fin des années 1990.
En 2014, le CEA Grenoble compte 2 500 chercheurs et techniciens sur un campus de 67 hectares, devenant en 2013 le siège du CEA Tech qui regroupe avec l'ensemble des sites français un total de 4 500 chercheurs. Selon le classement de mars 2016 du « Top 25 Global Innovators – Government » établi par l'agence Reuters, le CEA est l'organisme public le plus innovant au monde. Le CEA Grenoble contribuant d'une façon importante dans ce classement puisque représentant 70 % des demandes de brevet de l'ensemble du CEA.
Dans le cadre de sa reconversion, le site inaugure en 2018 la première unité française de production industrielle d'hydrogène à partir d'énergie renouvelable.

## Histoire

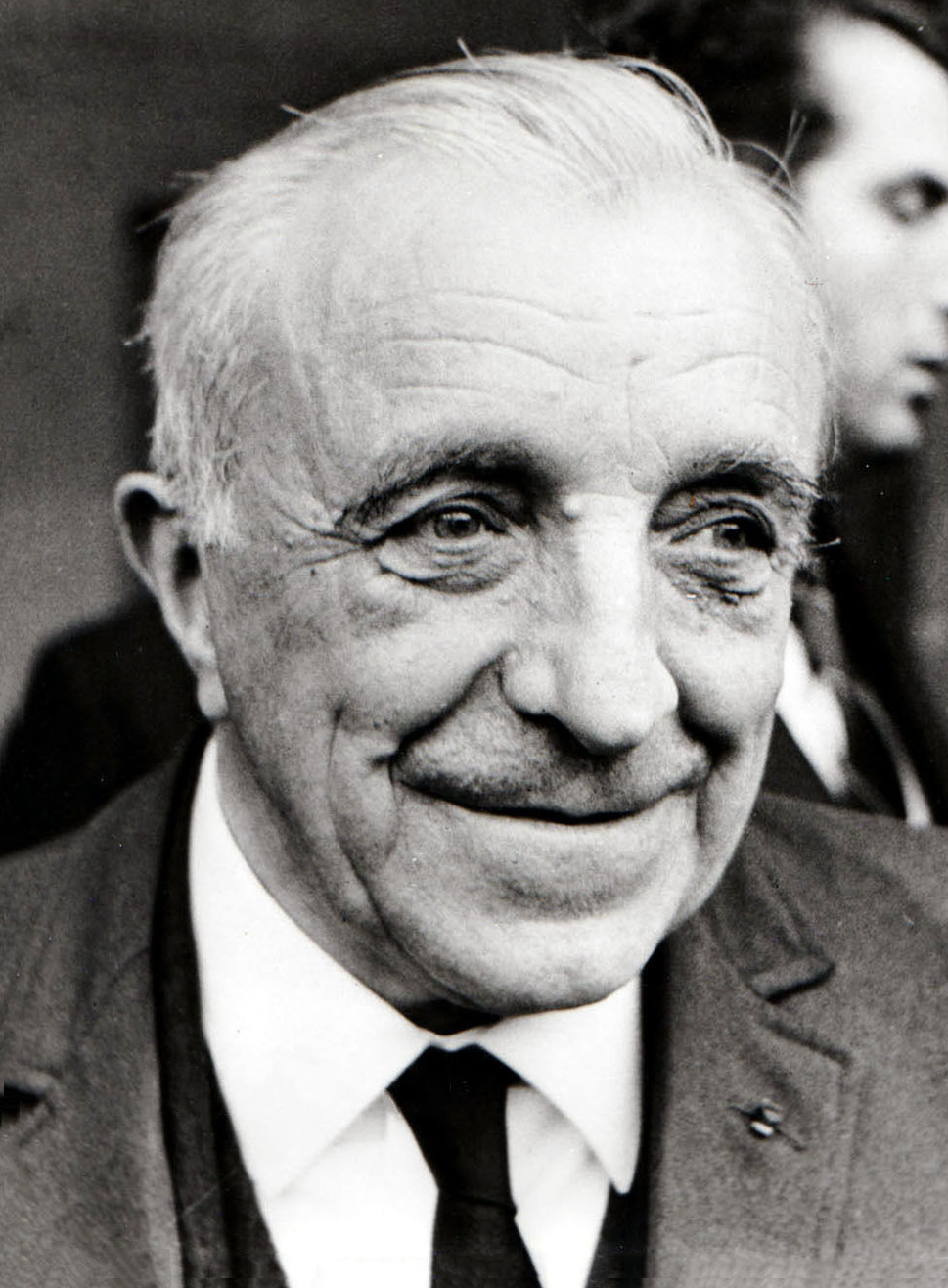
Louis Néel en 1970.

C'est sous l'impulsion du physicien Louis Néel que les travaux d'installation du centre d'études nucléaires sur le polygone scientifique commencent en juillet 1956 par la construction de 7 700 m2 de bureaux et laboratoires. Alors que l'on vient de recruter les premiers ingénieurs, parmi lesquels figure Hubert Dubedout, futur maire de Grenoble, la première pierre est posée le 8 décembre. L'inauguration de ce troisième centre d'étude nucléaire français a lieu le 26 janvier 1959 en présence de Jacques Soustelle, alors ministre délégué chargé du Sahara, des Départements et territoires d'outre-mer et de l'Énergie atomique, et de Léon Martin, alors maire de Grenoble. La pile atomique Mélusine émet son premier rayonnement le 30 juin 1958. Deux autres piles sont installées par la suite, Siloé et Siloette. Avec un effectif de 118 personnes lors de l'année 1957, le centre compte vingt ans plus tard 2 830 personnes et se stabilisera à un peu plus de 2 000 personnels au début des années 2000.
Le CEA Grenoble demande au cours de l'année 1962 à son groupe « électronique intégré » de créer sans plus attendre sa propre technologie dans les transistors et semi-conducteurs, l'amenant à sortir en 1965 son premier circuit intégré composé de dix transistors et contribuant à doper la recherche sur l'électronique dans l'agglomération grenobloise, qui compte la même année un autre pôle important de circuits intégrés : la COSEM, filiale de CSF (Compagnie des signaux sans-fil). Ce laboratoire va rallier d'anciennes équipes de recherche de l'IMAG.
En 1971, le site du CEA de Grenoble voit la création du Département de recherche fondamentale, qui prendra en 2008 la dénomination d'Institut nanosciences et cryogénie (INAC), et qui deviendra un acteur majeur de la recherche fondamentale sur la matière condensée, la matière molle et la cryogénie,. Dans les années qui suivent, l'émergence du mini-ordinateur va faire émerger les projets d'informatique distribuée au sein de la CII et chez DEC, suivis ensuite par IBM.
En 1971 aussi, les perspectives dans l'électronique du CEA Grenoble dépassent le cadre du nucléaire car elles sont stimulés par la demande pour les calculateurs pour d'autres procédés industriels, sur le site grenoblois de la Télémécanique et ses 300 salariés, qui tourne à plein régime, obligeant cette dernière à ouvrir en 1971 une seconde usine à Échirolles, employant cette fois 800 personnes, pour la conception matérielle et logicielle, l'intégration et la maintenance des ordinateurs, tandis que les filiales électroniques de Compagnie des signaux sans-fil (CSF) et Thomson fusionnent pour fonder la Sescosem, qui décroche des contrats avec IBM et Texas Instruments.

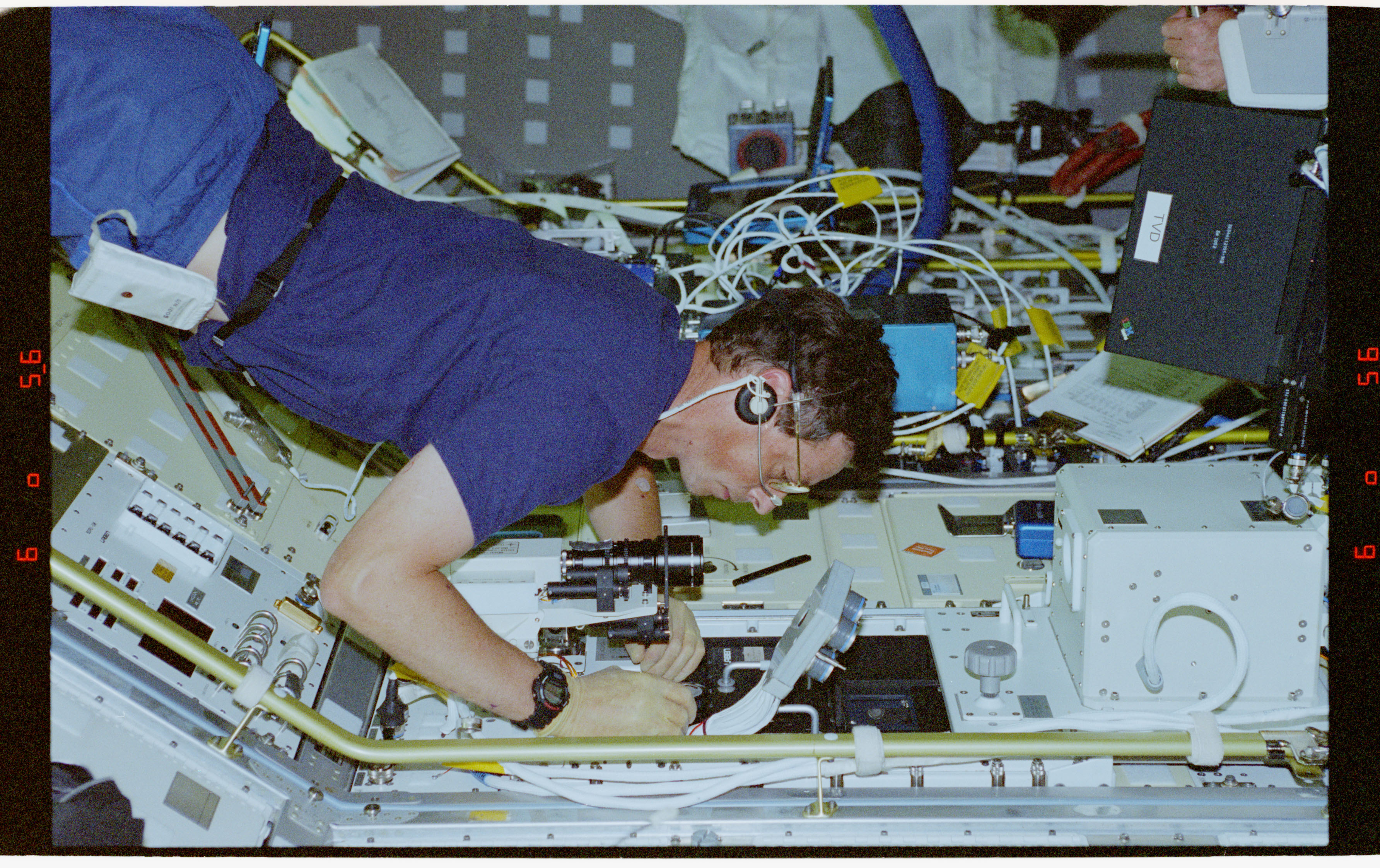
Jean-Jacques Favier passe 16 jours à bord de Columbia pour tester son expérience Life and Microgravity Spacelab.

En 1996, Jean-Jacques Favier, directeur de recherche au CEA Grenoble et docteur de l'université Joseph-Fourier, passe seize jours dans l'espace à bord de la navette Columbia au cours de la mission STS-78, afin d'y tester son expérience Life and Microgravity Spacelab,.
Peu avant l'an 2000, une première pile atomique est arrêtée et le CEA Grenoble entame sous la direction de son nouveau directeur Jean Therme, le processus de démantèlement complet de l'ensemble du site afin de réorienter l'activité vers les nanotechnologies, les énergies nouvelles et la santé. Le déclassement administratif des installations nucléaires de base (INB) du site est progressivement prononcé :
| No INB | Description                                                        | Décret autorisant le démantèlement | Décret autorisant le démantèlement | Arrêté de déclassement | Arrêté de déclassement |
| ------ | ------------------------------------------------------------------ | ---------------------------------- | ---------------------------------- | ---------------------- | ---------------------- |
| 19     | Réacteur Mélusine                                                  | 8 janv. 2004                       | [ a ]                              | 15 déc. 2011           | [ b ]                  |
| 20     | Réacteur Siloé                                                     | 26 janv. 2005                      | [ c ]                              | 12 fév. 2015           | [ d ]                  |
| 21     | Réacteur Siloette                                                  | 26 janv. 2005                      | [ e ]                              | 1er août 2007          | [ f ]                  |
| 36     | Station de traitement des effluents et des déchets solides (STEDS) | 18 sept. 2008                      | [ g ]                              | 27 mars 2023           | [ h ]                  |
| 79     | Stockage provisoire de décroissance de déchets de haute activité   | 18 sept. 2008                      | [ g ]                              | 27 mars 2023           | [ h ]                  |
| 61     | Laboratoire d'analyse des matériaux actifs (LAMA)                  | 18 sept. 2008                      | [ i ]                              | 13 oct. 2017           | [ j ]                  |

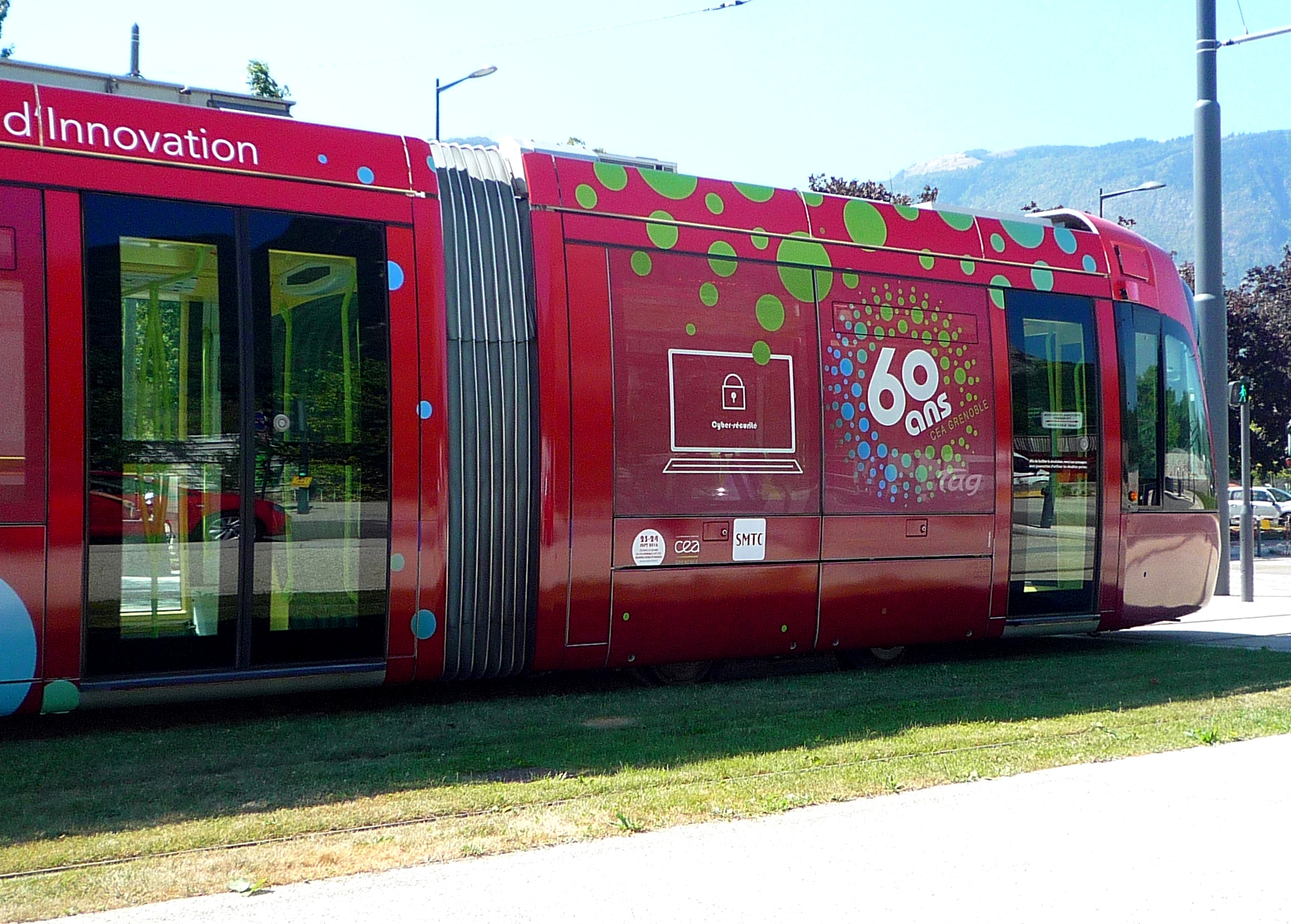
Tramway de Grenoble décoré en septembre 2016 à l'occasion du du CEA Grenoble.

Depuis le démantèlement des installations nucléaires, le site n'ayant plus vocation à faire de la recherche nucléaire, il consacre désormais l'essentiel de ses recherches au développement des nouvelles technologies, dans les domaines de l'énergie, de la santé, de l'information et de la communication, ainsi que la recherche sur la biomasse. En 2000, le CEA Grenoble est l'origine de la création de Minatec dans lequel il fait partie du comité de pilotage. Plus tard, en 2007, le CEA Grenoble devient l'un des partenaires du centre de recherche biomédicale Clinatec.
C'est également sur son site que sont localisés l'atelier de recherche et de conservation Nucléart (ARC-Nucléart), le Laboratoire d'électronique et de technologie de l'information (LETI, depuis 1983) et le Laboratoire d'innovation pour les technologies des énergies nouvelles et les nanomatériaux (LITEN).
L'établissement est associé à la communauté Université Grenoble-Alpes depuis le 29 décembre 2014. Il accueille en outre chaque année les Journées mobilité durable sur son site afin de sensibiliser le grand public aux différents modes de mobilité durable.
En juin 2018, dans le cadre du projet HyWay, le site inaugure la première unité française de production industrielle d'hydrogène à partir d'énergie renouvelable. Cette centrale est capable de fournir 150 000 m3 d'hydrogène par an dont 40 kg par jour pour la station de recharge de véhicules à hydrogène à proximité. Elle est couplée à une station de stockage de l'hydrogène.
Fin 2021 un mouvement social a touché le site, mouvement qui s'est étendu à l'ensemble du CEA et a obtenu une revalorisation salariale. Le point d'indice n'avait pas été relevé depuis 12 ans, ce qui générait de nombreux mécontentements, mais aussi des dysfonctionnements : à cause d'une rémunération devenue trop faible par rapport au marché du travail, le CEA, pour embaucher, était obligé de payer le personnel nouveau mieux que l'ancien. En novembre les 200 salariés du Leti se mettent en grève illimitée. Les grévistes veulent une politique économique en faveur d'une filière des composants électroniques française, Emmanuel Macron, président de la République, ayant promis 6 milliards d'euro d'investissement pour fiabiliser l'approvisionnement du pays en puces. Ce mouvement est porté par plusieurs syndicats, dont la CFDT, la CFE-CGC, la CFTC, la CGT, Force ouvrière et l'UNSA. En décembre, il s'étend aux autres sites du CEA ; 300 personnes se réunissent devant l'Institut national de l'énergie solaire au Bourget-du-Lac,,,.

## Directeurs du centre

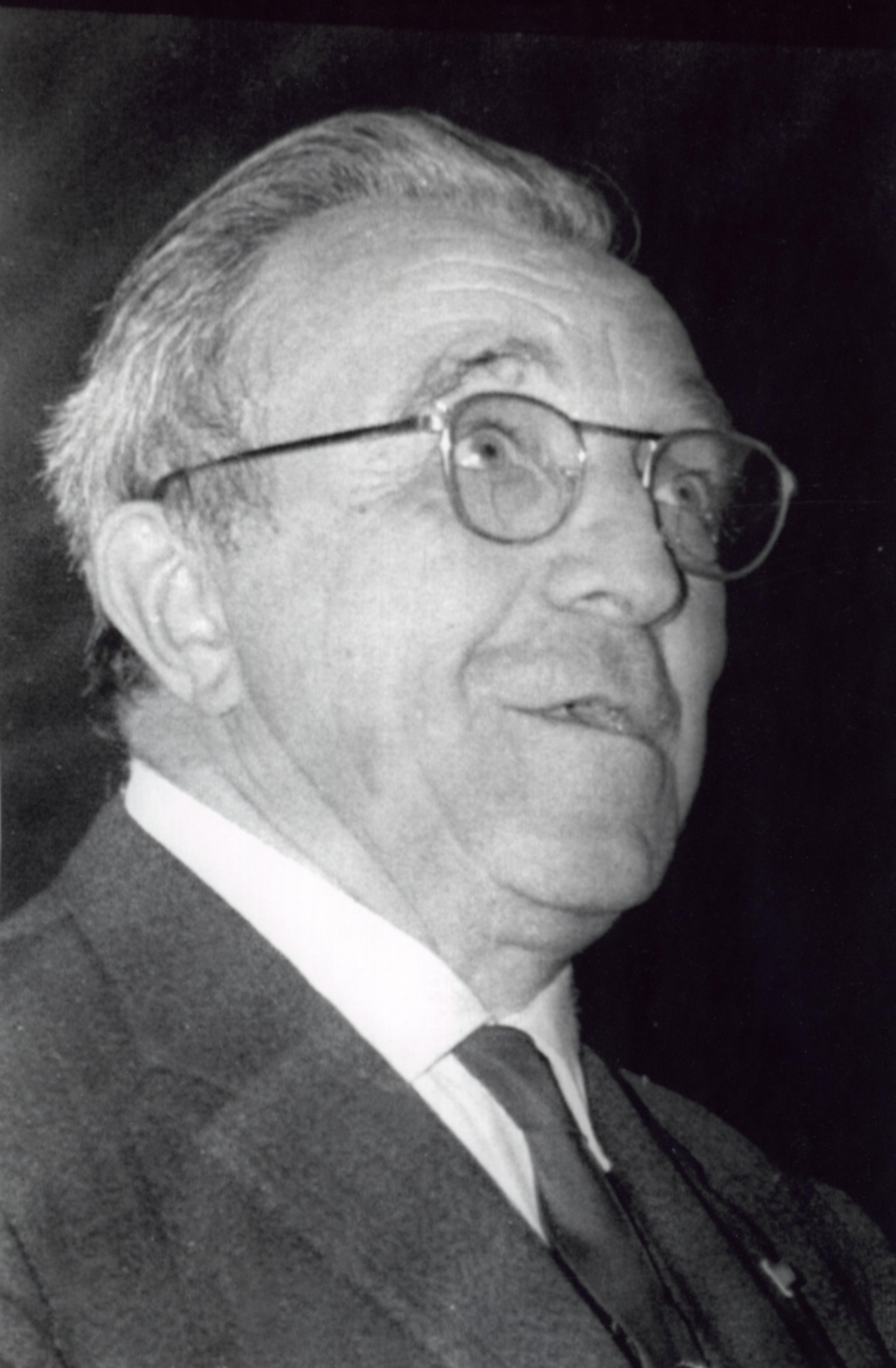
Louis Néel, premier directeur du CEA, reste en poste de 1956 à 1976.

Les directeurs du centre ont été successivement : 
- Louis Néel (1956-1971)
- Maurice Pascal (1971-1976)
- Robert Gerbier (1976-1978)
- Pierre Corbet (1978-1984)
- Michel Suscillon (1984-1987)
- Francis Decool (1987-1991)
- Jean-Pierre Le Roux (1991-1997)
- Georges Carola (1997-2000)
- Jean Therme (2000-2013)
- Didier Bordet (2013-2014)
- Philippe Bourguignon (2014-2021)
- Bruno Feignier (depuis 2021)

## Incidents
En août 2013, un employé de la société Alfadir, qui procédait au tamisage de déchets radioactifs, a été exposé à une dose radioactive supérieure à « une des limites annuelles réglementaires ». Le CEA a proposé à l'Autorité de sûreté nucléaire (ASN) de classer cet incident au niveau 2 de l'échelle Ines.

## Partenariat et collaboration
Les laboratoires du CEA Grenoble signent régulièrement des accords de coopération avec des entreprises ou des institutions liées au secteur de l'énergie. En 2015, un accord de coopération entre le LITEN et l'institut de recherche allemand Fraunhofer ISE a permis de mettre en place un laboratoire commun afin de développer de nouveaux produits photovoltaïques performants à moindre coût et doter ainsi l'industrie européenne d'un avantage compétitif.
En matière de très basse température, le Service basse température du CEA Grenoble a acquis un savoir-faire qui lui a permis en collaboration avec deux autres spécialistes du froid, l'industriel Air liquide et l'Institut Néel, la mise au point des détecteurs ultra-sensibles de l'observatoire spatial Planck.
Le 27 octobre 2015, le CEA Tech annonce avoir noué un partenariat de cinq ans avec les Skis Rossignol, afin de mettre au point des innovations techniques pour les équipements du futur.

## Transports

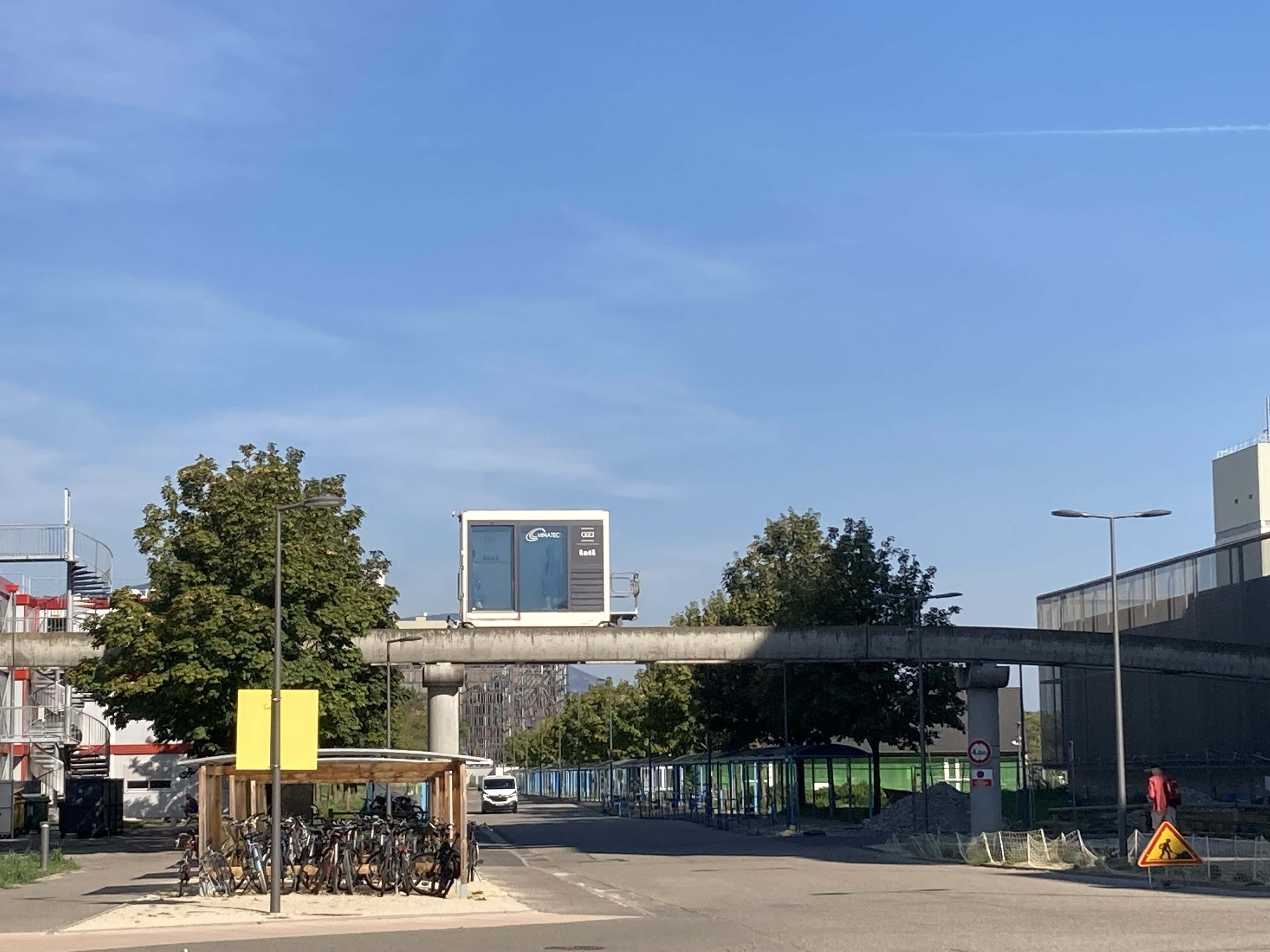
Cabine de la liaison blanc/blanc en mouvement.

### Liaison blanc/blanc
Un funiculaire nommé « liaison blanc/blanc », réalisé par la société Poma, relie deux salles blanches du site via une cabine à atmosphère contrôlée, permettant à des personnels et aux composants électroniques de voyager sans changements de tenue ou emballage, d'où d'importants gains de temps.

### Accès du site
Le site du CEA Grenoble est desservi par la ligne B du tramway, ainsi que par les lignes de bus Chrono C11 à destination de Voiron ou Lumbin et C12 à destination de Voiron ou Goncelin.